# Befreiungsbewegung
Der Begriff Befreiungsbewegung ist ein Determinativkompositum und setzt sich zusammen aus den Substantiven Befreiung zum einen und Bewegung zum anderen, wobei mit letzterer in der Regel eine soziale oder politische Bewegung gemeint ist. Im Englischen existiert der Begriff als liberation movement, was den kollektiv-emanzipatorischen Charakter im Sinne einer Be-freiung („sich frei machen von“) deutlicher herausstellt im Gegensatz zum artverwandten, jedoch wesensungleichen, Begriff der (individuellen) Freiheit (engl. freedom) im Sinne eines „frei sein, etwas zu tun/unterlassen“. Während Befreiung eine Veränderung eines (faktisch oder empfundenen) Ist-Zustandes erfordert, meint Freiheit vor allem den (empfunden) Zustand an sich.
Da Empfindungen zutiefst subjektiver Natur sind, sind Konzepte, welche ebenjene zum Gegenstand ihrer Überlegungen machen, in Abwesenheit objektiv messbarer Eigenschaften schwer konkretisier- und folgerichtig auch schwer definierbar.

Das Politiklexikon der Bundeszentrale für Politische Bildung beschränkt sich in seiner Begriffsdefinition auf  
Zumeist in Entwicklungsländern agierende, i. d. R. militärisch organisierte Widerstandsgruppen mit unterschiedlichen Zielsetzungen
ohne dabei den Begriff als solchen näher zu definieren und in der Encyclopædia Britannica wird der Begriff der liberation movement (Stand: 5. November 2024) überhaupt nicht geführt, sondern verweist in der Suche danach auf Einträge zu verschiedenen sozialen und politischen Bewegungen.

## Bedeutung als politisches Schlagwort
Auffällig ist, dass der Begriff der Befreiungsbewegung vor allem als Selbst- und Fremdbezeichnung verwendet wird, beispielsweise als namensgebend für politische Parteien (Nationale Befreiungsbewegung, National Liberation Movement) oder in der Darstellung sozialer (Gegen-)Bewegungen durch unbeteiligte Dritte. Da die Begriffe Freiheit und Bewegung (im Sinne eines Fortschritts) in der Regel positiv konnotiert sind, kann durch die Konstruktion eines sprachlichen, auch ein Bedeutungszusammenhang impliziert werden. Die Inanspruchnahme dieser Begriffe kann die soziale Bewegung, ihre Ziele und eingesetzten Mittel legitimieren. Der Begriff der Befreiungsbewegung eignet sich somit vor allem als „Kampfbegriff“ und den Versuch Deutungshoheit über einen soziales Phänomen zu beanspruchen. Besonders brisant tritt dies zu Tage, wo dasselbe Phänomen (etwa eine politische Partei) von ihren Befürwortern als Befreiungsbewegung und ihr politisches Handeln als Befreiungskampf bezeichnet wird, von deren Gegnern aber als Terrororganisation und ihre Mittel und Ziele (deshalb) als illegitim dargestellt werden. Die Abgrenzung von Freiheitskampf versus Terrorismus ist Gegenstand einer anhaltenden, akademischen Debatte.